# Sommerleithen
Sommerleithen ist ein Gemeindeteil der Stadt Goldkronach im Landkreis Bayreuth (Oberfranken, Bayern). Sommerleithen liegt in der Gemarkung Nemmersdorf.

## Geografie
Östlich der Einöde grenzt der Goldkronacher Forst an. Ein Anliegerweg führt 400 Meter westlich zur Kreisstraße BT 12 bei Kreuzstein.

## Geschichte
Gegen Ende des 18. Jahrhunderts bestand Sommerleithen aus einem Anwesen. Das Hochgericht übte das bayreuthische Stadtvogteiamt Goldkronach aus. Die bayreuthische Amtsverwaltung Nemmersdorf war Grundherr des Gütleins.
Von 1797 bis 1810 unterstand Sommerleithen dem Justiz- und Kammeramt Bayreuth. Infolge des Ersten Gemeindeedikts wurde Sommerleithen dem 1812 gebildeten Steuerdistrikt Nemmersdorf und der zugleich entstandenen Ruralgemeinde Nemmersdorf zugewiesen. Im Zuge der Gebietsreform in Bayern wurde Sommerleithen am 1. Juli 1972 nach Goldkronach eingemeindet.

### Einwohnerentwicklung
| Jahr      | 001818 | 001819 | 001861 | 001871 | 001885 | 001900 | 001925 | 001950 | 001961 | 001970 | 001987 |
| Einwohner | *      | †      | 6      | 5      | 4      | 6      | 7      | 6      | 2      | 1      | 3      |
| Häuser    | *      |        |        |        | 1      | 1      | 1      | 1      | 1      |        | 1      |
| Quelle    | [ 6 ]  | [ 9 ]  | [ 10 ] | [ 11 ] | [ 12 ] | [ 13 ] | [ 14 ] | [ 15 ] | [ 16 ] | [ 17 ] | [ 1 ]  |

## Religion
Sommerleithen ist evangelisch-lutherisch geprägt und bis heute nach Nemmersdorf gepfarrt.